# Autobomba aeroportuària

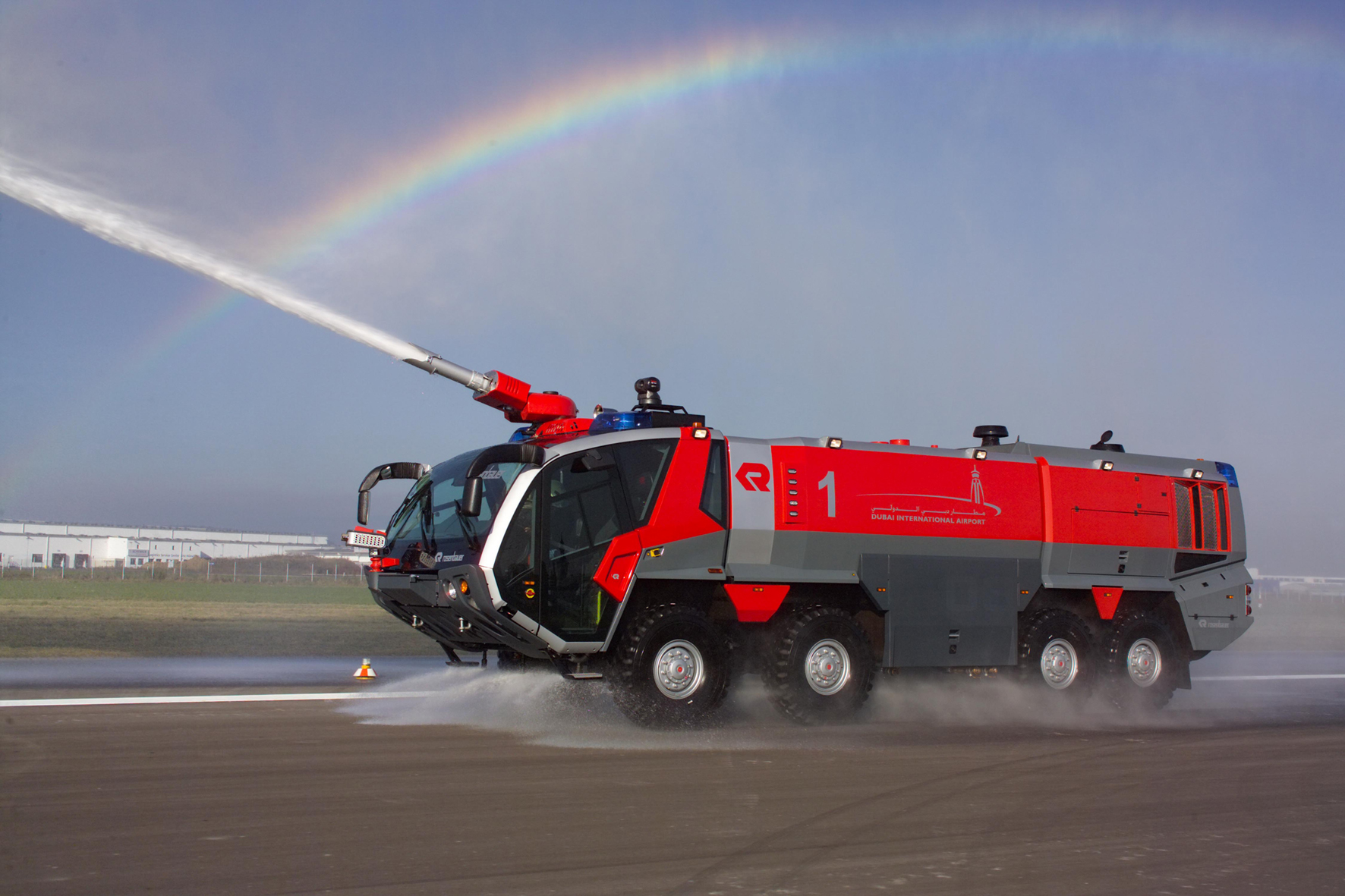
Autobomba aeroportuària a l'aeroport de Dubai

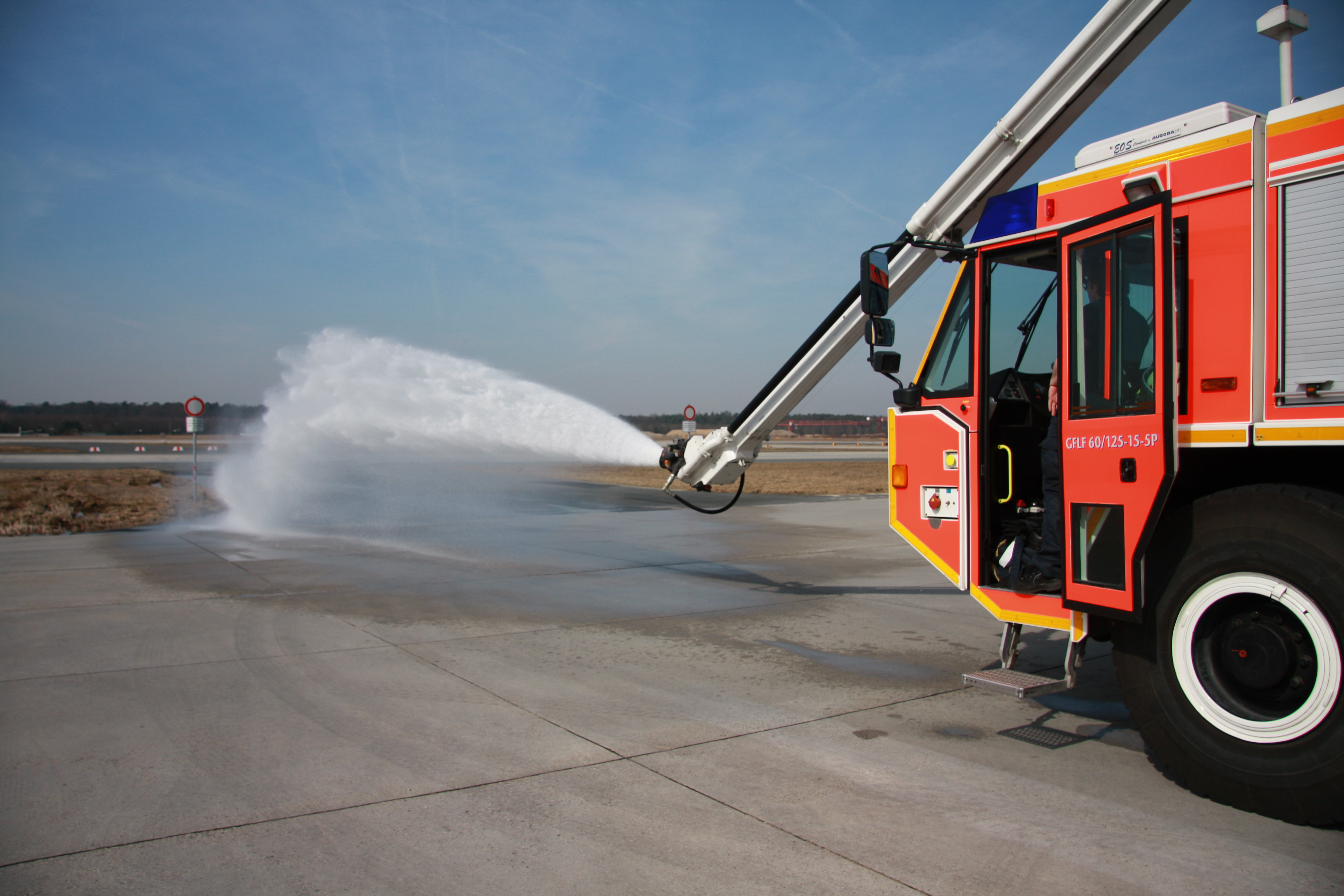
Monitor amb braç articulat

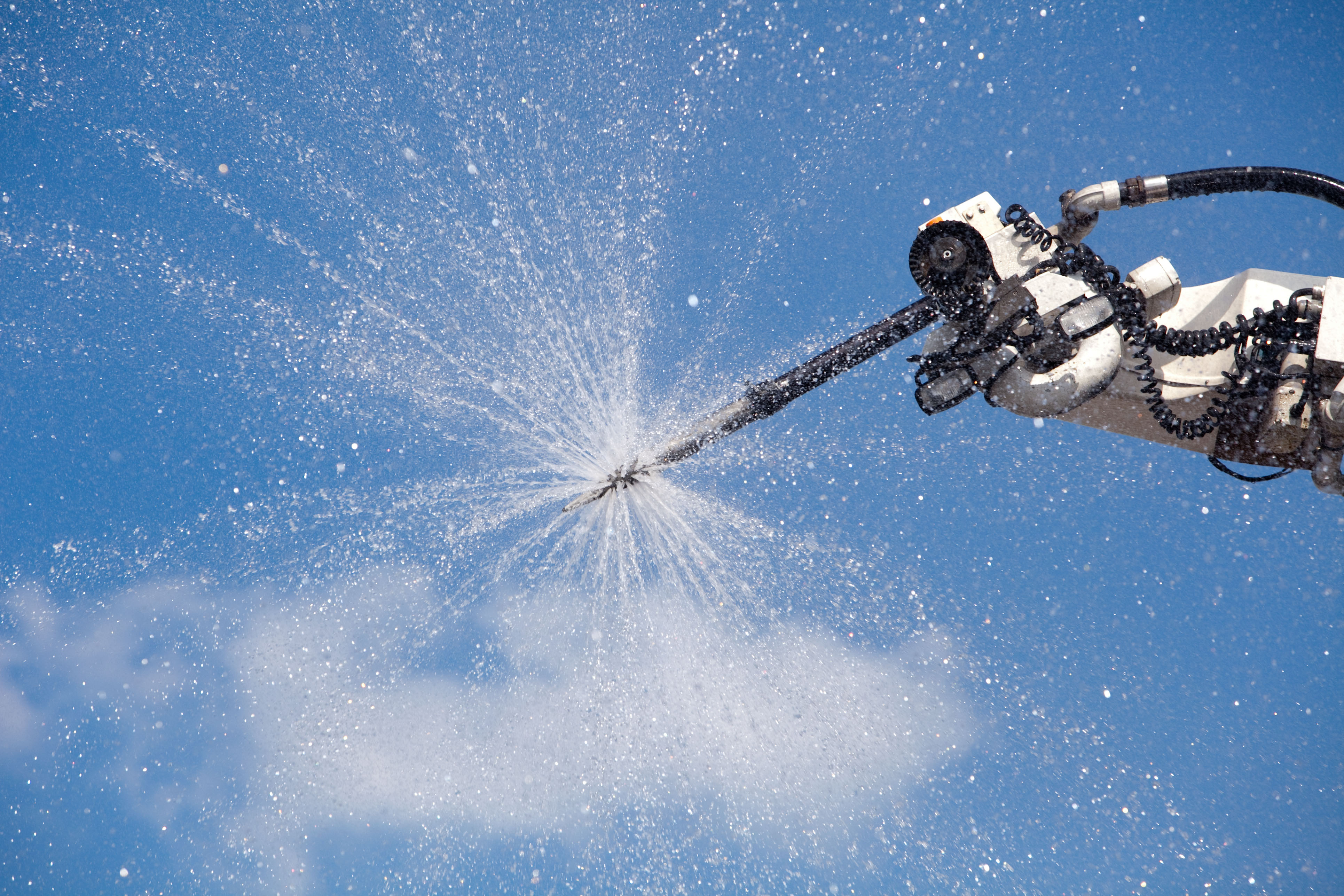
Llança perforant

Una autobomba aeroportuària és un vehicle de bombers equipat per als salvaments i l'extinció d'incendis en els recintes aeroportuaris. El nombre de vehicles de bombers en un aeroport, així com les seves característiques i equipament ve marcat pel nivell de protecció que precisa l'aeroport, en funció de la seva categoria, tal com estableix l'Organització de l'Aviació Civil Internacional (OACI), i a Europa l'Agència Europea de Seguretat Aèria.

## Característiques
Les autobombes aeroportuàries són vehicles molt potents i de gran capacitat, ja que han de:
- Ser capaces d'assolir la velocitat necessària per arribar ràpidament al lloc del sinistre, complint amb els temps establerts.

- Comptar amb tracció a totes les rodes i amb pneumàtics que permetin la circulació per zones irregulars ja que hauran de circular i accedir a zones amb diferents tipus de terreny.

- Disposar de capacitat suficient per transportar la quantitat d'aigua i agents extintors necessaris i proporcionar el règim de descàrrega establert per al nivell de protecció subministrat a l'aeròdrom.

Poden tenir un dipòsit d'aigua de fins a 20.000 l, 1.200 l d'agent escumogen, 500 kg de pols, bombejar l'agua fins a 10.000 l/min, disposar de monitor al sostre (amb opcions com a braç articulat, llança perforant) i monitor frontal dirigits des de l'interior de la cabina.